# Зеленёвка
Зеленёвка — посёлок в Аннинском районе Воронежской области России. Входит в состав Нащёкинского сельского поселения.

## География
Находится на реке Берёзовке. Расположен в 19 км по прямой к западу-юго-западу от районного центра, посёлка городского типа Анна, в 4,5 км к северу от центра поселения, села Нащёкино.

## История
Посёлок основан в начале XX века. По переписи 1926 года в посёлке Зеленевский Студенского сельсовета Анненской волости Бобровского уезда Воронежской губернии проживало 143 человека в 24 хозяйствах. По данным 1932 года на хуторе Зеленовский Нащёкинского сельсовета Анненского района ЦЧО жило 27 человек.

## Население
| 2000 | 2005 | 2010 |
| ---- | ---- | ---- |
| 19   | ↗22  | ↘12  |

По переписи 2002 года в посёлке проживало 22 человека, русские (82 %). По переписи 2010 года — 12 человек (8 мужчин и 4 женщины). По переписи 2021 года — 2 человека (русские).

## Инфраструктура
Посёлок расположен на автодороге 20Н-2-1, единственная улица — Дорожная протяжённостью 1000 м, по состоянию на 2009 год имелось 11 частных домовладений одноэтажной застройки с земельными участками площадью до 0,5 га. Имеется кладбище площадью 1 га и заполненностью 80—85 %. Посёлок не газифицирован, водопроводные сети также отсутствуют.

## Известные жители и уроженцы
- Исаев, Михаил Сергеевич (1921—1983) — Герой Социалистического Труда.